# Globoflarina
Globoflarina es un género de foraminífero bentónico de la subfamilia Archaiasinae, de la familia Soritidae, de la superfamilia Soritoidea, del suborden Miliolina y del orden Miliolida. Su especie tipo es Cyclorbiculina? sphaeroidea. Su rango cronoestratigráfico abarcaba el Paleoceno.

## Clasificación
Globoflarina incluye a las siguientes especies:
- Globoflarina sphaeroidea